# TNA Lockdown
TNA Lockdown – zakończony cykl gal pay-per-view wrestlingu, produkowanych przez federację Total Nonstop Action Wrestling (TNA, obecnie Impact Wrestling) w latach 2005–2014.
W chronologię wchodzi dziesięć wydarzeń nadawanych w systemie pay-per-view oraz dwa odcinki specjalne tygodniówki Impact Wrestling. Przewodnim typem walk gali są starcia w klatce oraz ich wariacje: Lethal Lockdown match, Xscape match oraz Queen of the Cage match. Pierwotnie jedynie dwa starcia miały mieć miejsce w klatce, z czasem jednak zadecydowano o użyciu klatki we wszystkich walkach.

## Lista gal
| Gala                              | Data                                                | Miasto                  | Arena                          | Walka wieczoru | Źródło |
| --------------------------------- | --------------------------------------------------- | ----------------------- | ------------------------------ | --- | ------ |
| Lockdown (2005)                   | 24 kwietnia 2005                                    | Orlando, Floryda        | Impact Zone                    | AJ Styles vs. Abyss Six Sides of Steel Cage match o miano pretendenckie do NWA World Heavyweight Championship | [ 1 ]  |
| Lockdown (2006)                   | 23 kwietnia 2006                                    | Orlando, Floryda        | Impact Zone                    | Sting's Warriors (Sting, AJ Styles, Rhino i Ron Killings) vs. Jarrett's Army (Jeff Jarrett, Chris Harris, James Storm i Scott Steiner) 4-on-4 Lethal Lockdown match                                                               | [ 2 ]  |
| Lockdown (2007)                   | 15 kwietnia 2007                                    | St. Charles, Missouri   | Family Arena                   | Team Angle (Kurt Angle, Jeff Jarrett, Rhino, Samoa Joe i Sting) vs. Team Cage (Christian Cage, Abyss, AJ Styles, Scott Steiner i Tomko) 5-on-5 Lethal Lockdown match                                                              | [ 3 ]  |
| Lockdown (2008)                   | 13 kwietnia 2008                                    | Lowell, Massachusetts   | Tsongas Arena                  | Kurt Angle (c) vs. Samoa Joe Six Sides of Steel Cage match o TNA World Heavyweight Championship | [ 4 ]  |
| Lockdown (2009)                   | 19 kwietnia 2009                                    | Filadelfia, Pensylwania | Liacouras Arena                | Sting (c) vs. Mick Foley Six Sides of Steel Cage match o TNA World Heavyweight Championship | [ 5 ]  |
| Lockdown (2010)                   | 18 kwietnia 2010                                    | St. Charles, Missouri   | Family Arena                   | Team Hogan (Hulk Hogan, Abyss, Rob Van Dam, Jeff Jarrett i Jeff Hardy) vs. Team Flair (Ric Flair, Sting, James Storm, Robert Roode i Desmond Wolfe) 5-on-5 Lethal Lockdown match                                                  | [ 6 ]  |
| Lockdown (2011)                   | 17 kwietnia 2011                                    | Cincinnati, Ohio        | U.S. Bank Arena                | Fortune (Christopher Daniels, Kazarian, Robert Roode i James Storm) vs. Immortal (Ric Flair, Abyss, Bully Ray i Matt Hardy) 4-on-4 Lethal Lockdown match                                                                          | [ 7 ]  |
| Lockdown (2012)                   | 15 kwietnia 2012                                    | Nashville, Tennessee    | Nashville Municipal Auditorium | Bobby Roode (c) vs. James Storm Steel Cage match o TNA World Heavyweight Championship | [ 8 ]  |
| Lockdown (2013)                   | 10 marca 2013                                       | San Antonio, Teksas     | Alamodome                      | Jeff Hardy (c) vs. Bully Ray Steel Cage match o TNA World Heavyweight Championship | [ 9 ]  |
| Lockdown (2014)                   | 9 marca 2014                                        | Coral Gables, Floryda   | BankUnited Center              | Team MVP (MVP, The Wolves (Davey Richards i Eddie Edwards) oraz Willow) vs. Team Dixie (Bobby Roode, Austin Aries oraz The BroMans (Robbie E i Jessie Godderz)) 8-Man Lethal Lockdown match z Bullym Rayem jako sędzią specjalnym | [ 10 ] |
| Impact Wrestling: Lockdown (2015) | 9 stycznia 2015 (nagranie) 6 lutego 2015 (emisja)   | Nowy Jork, Nowy Jork    | Manhattan Center               | Team Angle (Kurt Angle, Austin Aries, Gunner i Lashley) vs. The Beat Down Clan (MVP, Kenny King, Samoa Joe i Low Ki) 8-Man Lethal Lockdown match                                                                                  | [ 11 ] |
| Impact Wrestling: Lockdown (2016) | 30 stycznia 2016 (nagranie) 23 lutego 2016 (emisja) | Londyn, Anglia          | Wembley Arena                  | Matt Hardy (c) vs. Ethan Carter III Six Sides of Steel Cage match o TNA World Heavyweight Championship | [ 12 ] |

## Przewodnie typy walk

### Lethal Lockdown match
Lethal Lockdown jest wariacją WarGames matchu, używanego wcześniej w World Championship Wrestling. Walczą w nim dwie drużyny, starcie rozpoczyna dwóch zawodników (po jednym z każdej drużyny), a następnie – po określonym czasie – do walki dołączają kolejni zawodnicy. Gdy wszyscy zawodnicy znajdą się już w ringu, opuszczany jest dach klatki, na którym zawieszone są bronie. Walkę można wygrać poprzez przypięcie lub poddanie jednego z zawodników.

### Xscape match
Xscape match to wieloosobowe starcie, rozgrywane w dwóch fazach. W pierwszej fazie walczący w klatce eliminują się poprzez przypięcie lub poddanie. Druga faza rozpoczyna się, gdy w walce pozostaną tylko dwaj zawodnicy. Przetrwali wrestlerzy mogą wygrać starcie jedynie poprzez ucieczkę z klatki.

### Queen of the Cage match
Ten typ walki dostępny jest wyłącznie dla żeńskich zawodniczek TNA. Starcie podobne jest do Reverse Battle Royalu – rozpoczyna się poza ringiem, a wrestlerki walczą o wejście do klatki. Gdy do ringu dostaną się dwie zawodniczki, rozpoczyna się Steel Cage match, który można wygrać jedynie poprzez przypięcie lub poddanie.

## Wyniki

### 2005
Lockdown (2005) – gala wrestlingu wyprodukowana przez Total Nonstop Action Wrestling (TNA). Odbyła się 24 kwietnia 2005 w Impact Zone w Orlando na Florydzie. Była to pierwsza gala z cyklu Lockdown oraz czwarte wydarzenie pay-per-view TNA w 2005 roku.
Karta wydarzenia zapowiadała osiem walk. Dodatkowe starcie odbyło się podczas pre-showu poprzedzającego galę. Każda z walk miała miejsce w sześciobocznej klatce. Wydarzenie pamiętane jest za pierwsze w historii Lethal Lockdown i Xscape matche, a także za ostatnią walkę zmarłego niedługo po gali Chrisa Candido.
| Nr                                                                   | Wyniki | Stypulacje                                                                           | Czas  |
| -------------------------------------------------------------------- | --- | ------------------------------------------------------------------------------------ | ----- |
| 1P                                                                   | 3Live Kru (Konnan i Ron Killings) pokonali Davida Younga i Lexa Lovetta oraz The Naturals (Andy’ego Douglasa i Chase’a Stevensa) (z Chrisem Candido) | 3-Way Tag Team match                                                                 | 6:34  |
| 2                                                                    | Apolo i Sonny Siaki pokonali Chrisa Candido i Lance’a Hoyta                                                                                          | Six Sides of Steel Cage match                                                        | 6:58  |
| 3                                                                    | Dustin Rhodes pokonał Bobby’ego Roode’a (z A-1 i Coachem D’Amore) (2-1)                                                                              | Prince of Darkness match                                                             | 15:20 |
| 4                                                                    | Shocker pokonał Chrisa Sabina, Michaela Shane’a (ze Stephanie Trinity), i Whebera Webstera Wintera                                                   | 4-Man Xscape match                                                                   | 16:14 |
| 5                                                                    | Jeff Hardy pokonał Ravena | Six Sides of Steel Tables match                                                      | 11:51 |
| 6                                                                    | America’s Most Wanted (Chris Harris i James Storm) pokonali Team Canada (Erika Younga i Peteya Williamsa) (z A-1)                                    | Six Sides of Steel Strap match                                                       | 14:00 |
| 7                                                                    | Christopher Daniels (c) pokonał Elixa Skippera | Six Sides of Steel match o NWA World Tag Team Championship                           | 15:28 |
| 8                                                                    | Team Nash (B.G. James, Diamond Dallas Page i Sean Waltman) pokonali Team Jarrett (Jeffa Jarretta, Monty’ego Browna i The Outlawa)                    | Lethal Lockdown match                                                                | 15:35 |
| 9                                                                    | AJ Styles pokonał Abyssa | Six Sides of Steel match o miano pretendenckie do NWA World Heavyweight Championship | 18:00 |
| (c) – mistrz/mistrzyni przed walkąP – walka miała miejsce w pre-show | |                                                                                      |       |

### 2006
Lockdown (2006) – gala wrestlingu wyprodukowana przez Total Nonstop Action Wrestling (TNA). Odbyła się 23 kwietnia 2006 w Impact Zone w Orlando na Florydzie. Była to druga gala z cyklu Lockdown oraz czwarte wydarzenie pay-per-view TNA w 2006 roku.
Karta gali oferowała osiem walk.
| Nr                                 | Wyniki | Stypulacje                                                    | Czas  |
| ---------------------------------- | --- | ------------------------------------------------------------- | ----- |
| 1                                  | Team Japan (Black Tiger, Minoru Tanaka i Hirooki Goto) pokonali Team USA (Sonjaya Dutta, Jaya Lethala i Alexa Shelleya)                                                              | Six Sides of Steel match                                      | 12:03 |
| 2                                  | Senshi pokonał Christophera Danielsa | Six Sides of Steel match                                      | 15:05 |
| 3                                  | Bob Armstrong (z B.G. Jamesem i Kipem Jamesem) pokonał Konnana (z Homicidem i Hernandezem)                                                                                           | Arm Wrestling Challenge                                       | –     |
| 4                                  | Chris Sabin pokonał Elixa Skippera (z Simonem Diamondem), Peteya Williamsa (z Coachem D’Amore), Chase’a Stevensa, Shark Boya i Pumę                                                  | Xscape match                                                  | 12:52 |
| 5                                  | Samoa Joe (c) pokonał Sabu | Six Sides of Steel match o TNA X Division Championship        | 6:10  |
| 6                                  | Team 3D (Brother Ray, Brother Devon i Brother Runt) pokonali Team Canada (Bobby’ego Roode’a, Erika Younga i A-1) (z Coachem D’Amore)                                                 | Six Sides of Steel match Anthem match                         | 8:47  |
| 7                                  | Christian Cage (c) pokonał Abyssa (z Jamesem Mitchellem) | Six Sides of Steel match o NWA World Heavyweight Championship | 14:07 |
| 8                                  | Sting's Warriors (Sting, AJ Styles, Ron Killings i Rhino) pokonali Jeff Jarrett's Army (Jeffa Jarretta, Scotta Steinera, Chrisa Harrisa i Jamesa Storma) (z Gail Kim i Jackie Gaydą) | Lethal Lockdown match                                         | 25:23 |
| (c) – mistrz/mistrzyni przed walką | |                                                               |       |

### 2007
Lockdown (2007) – gala wrestlingu wyprodukowana przez Total Nonstop Action Wrestling (TNA). Odbyła się 15 kwietnia 2007 w Family Arena w St. Charles w stanie Missouri. Była to trzecia gala z cyklu Lockdown oraz czwarte wydarzenie pay-per-view TNA w 2007 roku.
Karta wydarzenia składała się z ośmiu walk.
| Nr                                 | Wyniki | Stypulacje                                                             | Czas  |
| ---------------------------------- | --- | ---------------------------------------------------------------------- | ----- |
| 1                                  | Chris Sabin (c) pokonał Jaya Lethala (z Kevinem Nashem), Sonjaya Dutta, Alexa Shelleya i Shark Boya | Xscape match o TNA X Division Championship                             | 15:50 |
| 2                                  | Robert Roode (z Ms. Brooks i Erikiem Youngiem) pokonał Peteya Williamsa | Six Sides of Steel match                                               | 10:14 |
| 3                                  | Gail Kim pokonała Jackie Moore | Six Sides of Steel match                                               | 7:13  |
| 4                                  | Senshi pokonał Austina Starra | Six Sides of Steel match z Bobem Backlundem jako sędzią specjalnym     | 9:57  |
| 5                                  | James Storm pokonał Chrisa Harrisa | Six Sides of Steel Blindfold match                                     | 9:05  |
| 6                                  | Christopher Daniels pokonał Jerry’ego Lynna | Six Sides of Steel match                                               | 13:29 |
| 7                                  | Team 3D (Brother Ray i Brother Devon) pokonał The Latin American Xchange (Homicide'a i Hernandeza) (c) | Electrified Six Sides of Steel match o NWA World Tag Team Championship | 15:36 |
| 8                                  | Team Angle (Kurt Angle, Samoa Joe, Rhino, Sting i Jeff Jarrett) pokonał Team Cage (Christiana Cage’a, A.J. Stylesa, Scotta Steinera, Abyssa i Tomko) (z Jamesem Mitchellem) z Harleyem Racem jako enforcerem | Lethal Lockdown match                                                  | 28:04 |
| (c) – mistrz/mistrzyni przed walką | |                                                                        |       |

### 2008
Lockdown (2008) – gala wrestlingu wyprodukowana przez Total Nonstop Action Wrestling (TNA). Odbyła się 15 kwietnia 2008 w Tsongas Arena w Lowell w stanie Massachusetts. Była to czwarta gala z cyklu Lockdown oraz czwarte wydarzenie pay-per-view TNA w 2008 roku.
Karta wydarzenia oferowała osiem walk.
| Nr                                 | Wyniki | Stypulacje | Czas  |
| ---------------------------------- | --- | --- | ----- |
| 1                                  | Jay Lethal (c) pokonał Consequences Creeda, Curry Mana, Johnny’ego Devine'a, Shark Boya i Sonjaya Dutta | 6-Man Xscape match o TNA X Division Championship                                                                  | 10:45 |
| 2                                  | Roxxi Laveaux pokonała Angelinę Love, Christy Hemme, Jackie Moore, Rhakę Khan, Salinas, Traci Brooks i Velvet Sky | Queen of the Cage match o miano pretendenckie do TNA Women’s Knockout Championship                                | 5:30  |
| 3                                  | B.G. James pokonał Kipa Jamesa | Six Sides of Steel match                                                                                          | 8:00  |
| 4                                  | Kaz i Super Eric pokonali Black Reigna i Rellika, The Latin American Xchange (Hernandeza i Homicide'a), The Motor City Machine Guns (Alexa Shelleya i Chrisa Sabina), Peteya Williamsa i Scotta Steinera oraz The Rock 'n' Rave Infection (Jimmy’ego Rave’a i Lance’a Hoyta) | Six Team Cuffed in the Cage match                                                                                 | 10:45 |
| 5                                  | Gail Kim i ODB pokonały Awesome Kong i Raishę Saeed | Six Sides of Steel Tag Team match                                                                                 | 8:30  |
| 6                                  | Booker T i Sharmell pokonali Roberta Roode’a i Payton Banks | Six Sides of Steel Intergender match                                                                              | 7:45  |
| 7                                  | Team Cage (Christian Cage, Matt Morgan, Kevin Nash, Rhino i Sting) pokonali Team Tomko (Tomko, A.J. Stylesa, Team 3D (Brothera Devona i Brothera Raya) oraz Jamesa Storma) (z Jackie Moore)                                                                                  | 5-on-5 Lethal Lockdown match                                                                                      | 26:45 |
| 8                                  | Samoa Joe pokonał Kurta Angle’a (c) | Six Sides of Steel match o TNA World Heavyweight Championship W wypadku przegranej Joe musiałby zakończyć karierę | 17:45 |
| (c) – mistrz/mistrzyni przed walką | | |       |

### 2009
Lockdown (2009) – gala wrestlingu wyprodukowana przez Total Nonstop Action Wrestling (TNA). Odbyła się 19 kwietnia 2009 w Liacouras Center w Filadelfii w stanie Pensylwania. Była to piąta gala z cyklu Lockdown oraz czwarte wydarzenie pay-per-view TNA w 2009 roku.
W karcie gali znalazło się osiem walk. Dodatkowe starcie odbyło się podczas poprzedzającego wydarzenie pre-showu.
| Nr                                                                   | Wyniki | Stypulacje                                                                                                 | Czas  |
| -------------------------------------------------------------------- | --- | --- | ----- |
| 1P                                                                   | Eric Young pokonał Danny’ego Bonaduce'a | Six Sides of Steel Cage match                                                                              | 3:24  |
| 2                                                                    | Suicide (c) pokonał Jaya Lethala, Consequences Creeda, Sheika Abdula Bashira i Kiyoshiego                                                                           | Xscape match o TNA X Division Championship                                                                 | 11:37 |
| 3                                                                    | ODB (z Codym Deanerem) pokonała Daffney, Madison Rayne i Sojournor Bolt                                                                                             | Queen of the Cage match                                                                                    | 6:05  |
| 4                                                                    | The Motor City Machine Guns (Chris Sabin i Alex Shelley) (c) pokonali The Latin American Xchange (Hernandeza i Homicide'a) i No Limit (Naito i Yujiro)              | 3-Way Tornado Tag Team match Six Sides of Steel Cage match p IWGP Junior Heavyweight Tag Team Championship | 11:49 |
| 5                                                                    | Matt Morgan pokonał Abyssa | Doomsday Chamber of Blood match                                                                            | 12:26 |
| 6                                                                    | Angelina Love (z Velvet Sky) pokonała Awesome Kong (c) (z Raishą Saeed) i Taylor Wilde                                                                              | 3-Way Six Sides of Steel Cage match o TNA Women’s Knockout Championship                                    | 6:53  |
| 7                                                                    | Team 3D (Brother Devon i Brother Ray) (mistrzowie IWGP) pokonali Beer Money, Inc. (Jamesa Storma i Roberta Roode’a) (mistrzowie TNA)                                | Winner Takes All Philadelphia Street Fight o TNA World Tag Team Championship i IWGP Tag Team Championship  | 14:59 |
| 8                                                                    | Team Jarrett (Jeff Jarrett, Samoa Joe, AJ Styles i Christopher Daniels) pokonali Team Angle (Kurta Angle’a, Scotta Steinera, Bookera T i Kevina Nasha) (z Sharmell) | Lethal Lockdown match                                                                                      | 23:01 |
| 9                                                                    | Mick Foley pokonał Stinga (c) | Six Sides of Steel Cage match o TNA World Heavyweight Championship                                         | 15:54 |
| (c) – mistrz/mistrzyni przed walkąP – walka miała miejsce w pre-show | | |       |

### 2010
Lockdown (2010) – gala wrestlingu wyprodukowana przez Total Nonstop Action Wrestling (TNA). Odbyła się 18 kwietnia 2010 w Family Arena w St. Charles w stanie Missouri. Była to szósta gala z cyklu Lockdown oraz czwarte wydarzenie pay-per-view TNA w 2010 roku.
Karta wydarzenia zapowiadała dziewięć walk.
| Nr                                 | Wyniki | Stypulacje                                                                                  | Czas  |
| ---------------------------------- | --- | ------------------------------------------------------------------------------------------- | ----- |
| 1                                  | Rob Van Dam pokonał Jamesa Storma | Steel Cage match o przewagę w Lethal Lockdown matchu                                        | 6:40  |
| 2                                  | Homicide pokonał Alexa Shelleya, Chrisa Sabina i Briana Kendricka | Xscape match Walka kwalifikacyjna do starcia o TNA X Division Championship                  | 4:58  |
| 3                                  | Kevin Nash pokonał Erika Younga | Steel Cage match                                                                            | 4:50  |
| 4                                  | The Beautiful People (c) (Madison Rayne i Velvet Sky) (z Lacey Von Erich) pokonały Angelinę Love (c) i Tarę (Madison Rayne zdobywa Knockouts Championship poprzez przypięcie | Steel Cage match o TNA Women’s Knockout Championship i TNA Knockouts Tag Team Championship  | 5:10  |
| 5                                  | Kazarian pokonał Shannona Moore’a i Homicide'a | Steel Cage match o zawieszone TNA X Division Championship                                   | 9:07  |
| 6                                  | Team 3D (Brother Devon i Brother Ray) pokonali The Band (Kevina Nasha i Scotta Halla)                                                                                        | St. Louis Street Fight Steel Cage match                                                     | 6:45  |
| 7                                  | Kurt Angle pokonał Mr. Andersona | Steel Cage match                                                                            | 20:55 |
| 8                                  | AJ Styles (c) (z Rikiem Flairem) pokonał The Pope'a | Steel Cage match o TNA World Heavyweight Championship                                       | 15:43 |
| 9                                  | Team Hogan (Abyss, Rob Van Dam, Jeff Jarrett, Jeff Hardy i D’Angelo Dinero) pokonali Team Flair (Stinga, Jamesa Storma, Roberta Roode’a, Desmonda Wolfe’a i Samoa Joego)     | Lethal Lockdown match W przypadku wygranej drużyny Flaira, Hulk Hogan musiałby odejść z TNA | 30:15 |
| (c) – mistrz/mistrzyni przed walką | |                                                                                             |       |

### 2011
Lockdown (2011) – gala wrestlingu wyprodukowana przez Total Nonstop Action Wrestling (TNA). Odbyła się 17 kwietnia 2011 w U.S. Bank Arena w Cincinnati w stanie Ohio. Była to siódma gala z cyklu Lockdown oraz czwarte wydarzenie pay-per-view TNA w 2011 roku.
Na kartę gali składało się osiem walk. Dodatkowe starcie odbyło się podczas poprzedzającego wydarzenie pre-showu.
| Nr                                                                   | Wyniki | Stypulacje | Czas  |
| -------------------------------------------------------------------- | --- | --- | ----- |
| 1P                                                                   | Brother Devon pokonał Anarquię | Steel Cage match | 2:30  |
| 2                                                                    | Max Buck pokonał Amazing Reda, Briana Kendricka, Chrisa Sabina, Jaya Lethala, Jeremy’ego Bucka, Robbiego E (with Cookie) i Suicide'a                               | Xscape match o miano pretendenckie do TNA X Division Championship                                                         | 13:33 |
| 3                                                                    | Ink Inc. (Jesse Neal i Shannon Moore) pokonali The British Invasion (Douglasa Williamsa i Magnusa), Crimsona i Scotta Steinera oraz Erika Younga i Orlando Jordana | 4-Way Tornado Tag Team Steel Cage match                                                                                   | 8:51  |
| 4                                                                    | Mickie James pokonała Madison Rayne (c) | Steel Cage match o TNA Knockouts Championship                                                                             | 0:36  |
| 5                                                                    | Samoa Joe pokonał D’Angelo Dinero poddanie | Steel Cage match | 10:25 |
| 6                                                                    | Matt Morgan pokonał Hernandeza (z Anarquią, Saritą i Rositą) | Steel Cage match | 8:13  |
| 7                                                                    | Jeff Jarrett (z Karen Jarrett) pokonał Kurta Angle’a | „Ultra Male Rules” 2-Out-Of-3 Falls Steel Cage match: - 1 – tylko poddania - 2 – tylko przypięcia - 3 – ucieczka z klatki | 22:37 |
| 8                                                                    | Sting (c) pokonał Roba Van Dama i Mr. Andersona | 3-Way Steel Cage match o TNA World Heavyweight Championship                                                               | 8:55  |
| 9                                                                    | Fortune (Christopher Daniels, Kazarian, Robert Roode i James Storm) pokonali Immortal (Rika Flaira, Abyssa, Bully’ego Raya i Matta Hardy’ego)                      | Lethal Lockdown match | 22:52 |
| (c) – mistrz/mistrzyni przed walkąP – walka miała miejsce w pre-show | | |       |

### 2012
Lockdown (2012) – gala wrestlingu wyprodukowana przez Total Nonstop Action Wrestling (TNA). Odbyła się 15 kwietnia 2012 w Nashville Municipal Auditorium w Nashville w stanie Tennessee. Była to ósma gala z cyklu Lockdown oraz czwarte wydarzenie pay-per-view TNA w 2012 roku.
Na kartę wydarzenia składało się osiem walk.
| Nr                                 | Wyniki | Stypulacje                                                      | Czas  |
| ---------------------------------- | --- | --------------------------------------------------------------- | ----- |
| 1                                  | Team Garett (Garett Bischoff, Austin Aries, AJ Styles, Mr. Anderson i Rob Van Dam) pokonali Team Eric (Erika Bischoffa, Gunner, Bully’ego Raya, Christophera Danielsa i Kazariana) | Lethal Lockdown match Kapitan przegranej drużyny odchodzi z TNA | 26:10 |
| 2                                  | Samoa Joe i Magnus (c) pokonali The Motor City Machine Guns (Alexa Shelleya i Chrisa Sabina)                                                                                       | Steel Cage match o TNA World Tag Team Championship              | 11:20 |
| 3                                  | Devon (c) pokonał Robbiego E (z Robbim T) | Steel Cage match o TNA Television Championship                  | 3:25  |
| 4                                  | Gail Kim (c) pokonał Velvet Sky | Steel Cage match o TNA Knockouts Championship                   | 7:30  |
| 5                                  | Crimson pokonał Matta Morgana | Steel Cage match                                                | 8:00  |
| 6                                  | Jeff Hardy pokonał Kurta Angle’a | Steel Cage match                                                | 14:52 |
| 7                                  | ODB i Eric Young (c) pokonali Mexican America (Saritę i Rositę) | Steel Cage match o TNA Knockouts Tag Team Championship          | 4:17  |
| 8                                  | Bobby Roode (c) pokonał Jamesa Storma | Steel Cage match o TNA World Heavyweight Championship           | 20:09 |
| (c) – mistrz/mistrzyni przed walką | |                                                                 |       |

### 2013
Lockdown (2013) – gala wrestlingu wyprodukowana przez Total Nonstop Action Wrestling (TNA). Odbyła się 10 marca 2013 w Alamodome w San Antonio w stanie Teksas. Była to dziewiąta gala z cyklu Lockdown oraz drugie wydarzenie pay-per-view TNA w 2013 roku.
Karta wydarzenia składała się z ośmiu walk.
| Nr                                 | Wyniki | Stypulacje                                            | Czas  |
| ---------------------------------- | --- | ----------------------------------------------------- | ----- |
| 1                                  | Kenny King (c) pokonał Christiana Yorka i Zemę Iona                                                                                             | Triple Threat match o TNA X Division Championship     | 11:07 |
| 2                                  | Joseph Park pokonał Joeya Ryana | Singles match                                         | 5:42  |
| 3                                  | Velvet Sky (c) pokonała Gail Kim | Singles match o TNA Knockouts Championship            | 7:31  |
| 4                                  | Robbie T pokonał Robbiego E | Singles match                                         | 5:41  |
| 5                                  | Bobby Roode i Austin Aries (c) pokonali Bad Influence (Christophera Danielsa i Kazariana) oraz Chavo Guerrero i Hernandeza                      | Triple Threat match o TNA World Tag Team Championship | 17:09 |
| 6                                  | Wes Brisco pokonał Kurta Angle’a | Steel Cage match                                      | 11:43 |
| 7                                  | Team TNA (Sting, Magnus, Samoa Joe, James Storm i Eric Young) pokonali Aces & Eights (Devona, Mr. Andersona, Knuxa, D.O.C. i Garetta Bischoffa) | Lethal Lockdown match                                 | 25:02 |
| 8                                  | Bully Ray pokonał Jeffa Hardy’ego (c) | Steel Cage match o TNA World Heavyweight Championship | 16:55 |
| (c) – mistrz/mistrzyni przed walką | |                                                       |       |

### 2014
Lockdown (2014) – gala wrestlingu wyprodukowana przez Total Nonstop Action Wrestling (TNA). Odbyła się 9 marca 2014 w BankUnited Center w Coral Gables na Florydzie. Była to dziesiąta i ostatnia gala pay-per-view z cyklu Lockdown oraz pierwsze wydarzenie pay-per-view TNA w 2014 roku.
Karta gali zapowiadała siedem walk.
| Nr                                 | Wyniki | Stypulacje | Czas  |
| ---------------------------------- | --- | --- | ----- |
| 1                                  | The Great Muta, Sanada i Yasu pokonali Chrisa Sabina oraz Bad Influence (Christophera Danielsa i Kazariana) | Steel Cage match                                                                                                   | 9:25  |
| 2                                  | Samuel Shaw pokonał Mr. Andersona | Steel Cage match                                                                                                   | 10:09 |
| 3                                  | Tigre Uno pokonał Manika | Steel Cage match                                                                                                   | 7:42  |
| 4                                  | Gunner pokonał Jamesa Storma | Steel Cage Last Man Standing match                                                                                 | 12:25 |
| 5                                  | Madison Rayne (c) pokonała Gail Kim (z Lei'D Tapą) | Steel Cage match o TNA Knockouts Championship                                                                      | 6:30  |
| 6                                  | Magnus (c) pokonał Samoa Joego | Steel Cage match o TNA World Heavyweight Championship                                                              | 19:21 |
| 7                                  | Team MVP (MVP, The Wolves (Davey Richards i Eddie Edwards) i Willow) pokonali Team Dixie (Bobby’ego Roode’a, Austina Ariesa oraz The BroMans (Robbiego E i Jessiego Godderza) (z DJZ, Rockstar Spudem i Dixie Carter) | Lethal Lockdown match z Bullym Rayem jako sędzią specjalnym Kapitan zwycięskiej drużyny otrzymuje kontrolę nad TNA | 26:09 |
| (c) – mistrz/mistrzyni przed walką | | |       |

### 2015
Impact Wrestling: Lockdown (2015) – gala wrestlingu wyprodukowana przez Total Nonstop Action Wrestling (TNA), będąca odcinkiem specjalnym tygodniówki Impact Wrestling. Została nagrana 9 stycznia 2015 w Manhattan Center w Nowym Jorku i wyemitowana 6 lutego 2015. Było to jedenaste wydarzenie z cyklu Lockdown.
Karta gali oferowała pięć walk.
| Nr                                 | Wyniki | Stypulacje                                                      | Czas  |
| ---------------------------------- | --- | --------------------------------------------------------------- | ----- |
| 1                                  | The Revolution (Abyss i James Storm) (с) pokonali The Hardys (Jeffa i Matta Hardych)                                                | Six Sides of Steel Cage match o TNA World Tag Team Championship | 7:57  |
| 2                                  | Awesome Kong pokonała Havok | Six Sides of Steel Cage match                                   | 5:01  |
| 3                                  | Bobby Roode pokonał Erika Younga | Six Sides of Steel Cage match                                   | 8:36  |
| 4                                  | Tyrus pokonał Marka Andrewsa i Rockstar Spuda                                                                                       | Six Sides of Steel Cage match                                   | 5:44  |
| 5                                  | Team Angle (Kurt Angle, Austin Aries, Gunner i Lashley) pokonali The Beat Down Clan (MVP, Kenny’ego Kinga, Samoa Joego i Low Kiego) | Lethal Lockdown match                                           | 16:03 |
| (c) – mistrz/mistrzyni przed walką | |                                                                 |       |

### 2016
Impact Wrestling: Lockdown (2016) – gala wrestlingu wyprodukowana przez Total Nonstop Action Wrestling (TNA), będąca odcinkiem specjalnym tygodniówki Impact Wrestling. Została nagrana 30 stycznia 2016 w Wembley Arena w Londynie i wyemitowana 23 lutego 2016. Było to dwunaste wydarzenie z cyklu Lockdown.
W karcie wydarzenia znalazło się pięć walk.
| Nr                                 | Wyniki                                                                    | Stypulacje                                                    | Czas  |
| ---------------------------------- | ------------------------------------------------------------------------- | ------------------------------------------------------------- | ----- |
| 1                                  | Beer Money, Inc. (Bobby Roode i James Storm) pokonał Erika Younga i Brama | Six Sides of Steel match                                      | 8:33  |
| 2                                  | Trevor Lee (c) pokonał Tigre Uno                                          | Six Sides of Steel match o TNA X Division Championship        | 6:14  |
| 3                                  | The Dollhouse (Jade, Marti Bell i Rebel) pokonały Gail Kim i Velvet Sky   | 3-on-2 Handicap Lethal Lockdown match                         | 11:15 |
| 4                                  | Odarg the Great pokonał Eliego Drake’a                                    | Six Sides of Steel match                                      | 6:40  |
| 5                                  | Matt Hardy (c) (z Tyrusem i Reby) pokonał Ethana Cartera III              | Six Sides of Steel match o TNA World Heavyweight Championship | 11:35 |
| (c) – mistrz/mistrzyni przed walką |                                                                           |                                                               |       |